# Inga feuilleei
Inga feuilleei är en ärtväxtart som beskrevs av Dc. Inga feuilleei ingår i släktet Inga och familjen ärtväxter. Inga underarter finns listade i Catalogue of Life.

## Bildgalleri

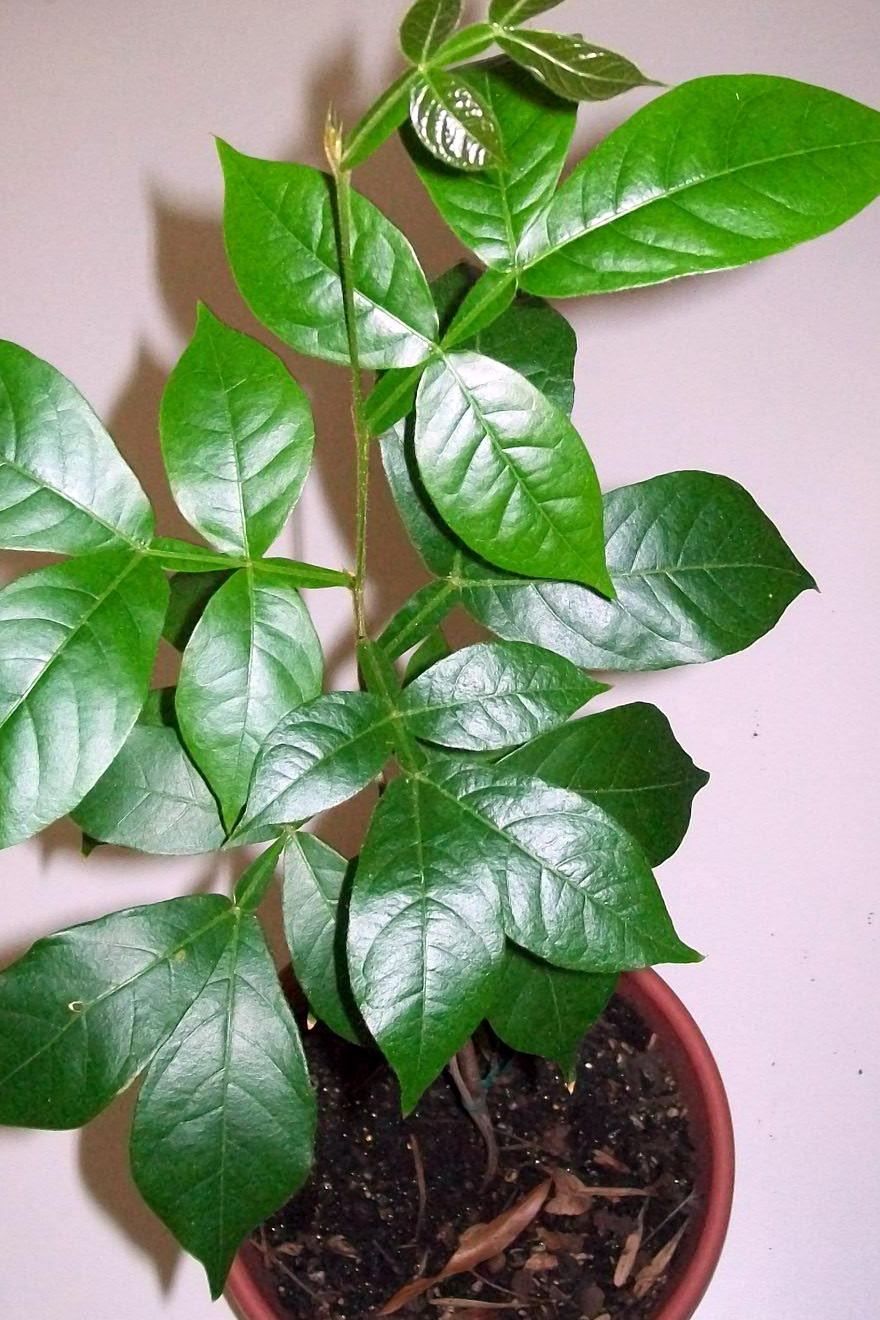
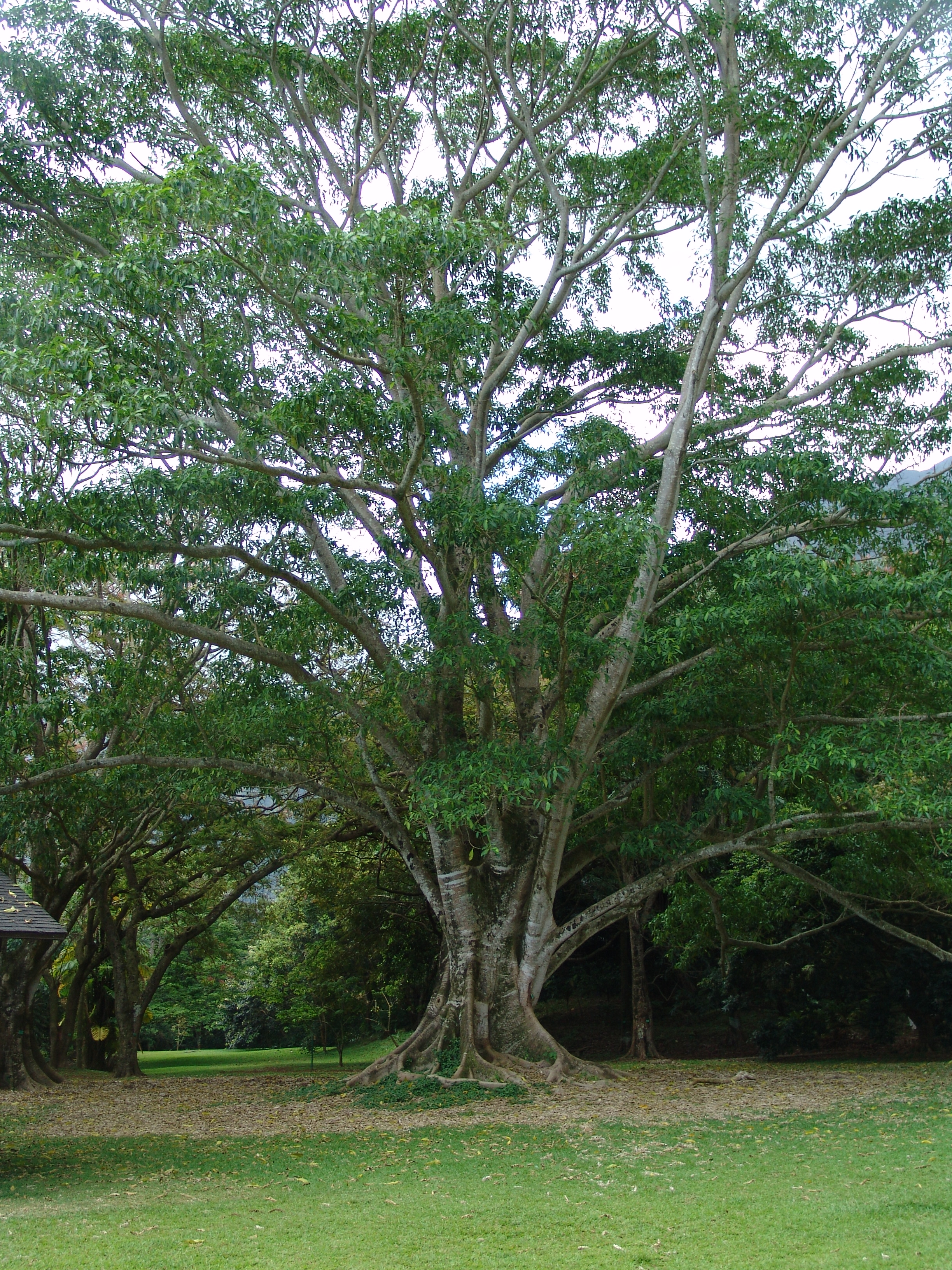
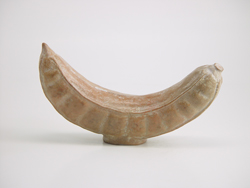
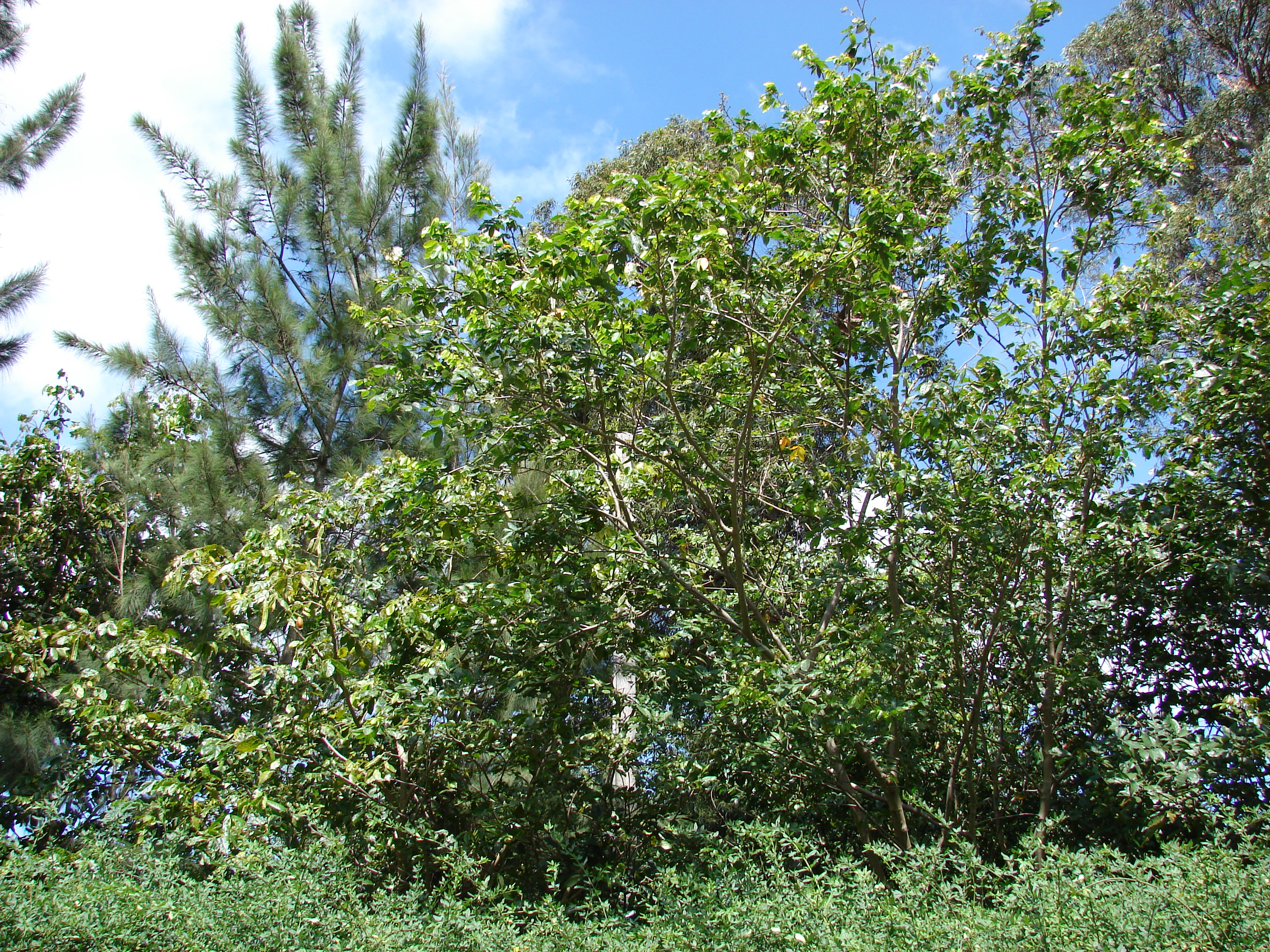